# Gerichtsbezirk Habern
Der Gerichtsbezirk Habern (tschechisch: soudní okres Habry) war ein dem Bezirksgericht Habern unterstehender Gerichtsbezirk im Kronland Böhmen. Er umfasste Gebiete in Mittelböhmen im Okres Havlíčkův Brod bzw. Okres Chrudim. Zentrum des Gerichtsbezirks war die Stadt Habern (Habry). Das Gebiet gehörte seit 1918 zur neu gegründeten Tschechoslowakei und ist seit 1991 Teil der Tschechischen Republik.

## Geschichte
Die ursprüngliche Patrimonialgerichtsbarkeit wurde im Kaisertum Österreich nach den Revolutionsjahren 1848/49 aufgehoben. An ihre Stelle traten die Bezirks-, Landes- und Oberlandesgerichte, die nach den Grundzüge des Justizministers geplant und deren Schaffung am 6. Juli 1849 von Kaiser Franz Joseph I. genehmigt wurde. Der Gerichtsbezirk Habern gehörte zunächst zum Kreis Časlau und umfasste 1854 43 Katastralgemeinden. Der Gerichtsbezirk Habern bildete im Zuge der Trennung der politischen von der judikativen Verwaltung ab 1868 gemeinsam mit dem Gerichtsbezirk Časlau (Čáslav) den Bezirk Časlau.
Im Gerichtsbezirk Habern lebten 1869 17.894 Menschen, 1900 waren es 16.377 Personen. Der Gerichtsbezirk Habern wies 1910 eine Bevölkerung von 16.672 Personen auf, von denen 15 Deutsch und 16.618 Tschechisch als Umgangssprache angaben. Im Gerichtsbezirk lebten zudem 39 Anderssprachige oder Staatsfremde.
Durch die Grenzbestimmungen des am 10. September 1919 abgeschlossenen Vertrages von Saint-Germain kam der Gerichtsbezirk Habern vollständig zur neugegründeten Tschechoslowakei, wobei die Gerichtseinteilung bis 1938 im Wesentlichen bestehen blieb. Nach dem Münchner Abkommen bzw. dem Einmarsch deutscher Truppen wurde das Gebiet dem Protektorat Böhmen und Mähren zugeschlagen. Nach dem Zweiten Weltkrieg wurde das Gebiet Teil des Okres Havlíčkův Brod bzw. Okres Chrudim, zu denen es bis heute gehört. Nachdem die Bezirksbehörden im Zuge einer Verwaltungsreform 2003 ihre Verwaltungskompetenzen verloren, werden diese von den Gemeinden bzw. dem Kraj Vysočina und dem Pardubický kraj wahrgenommen, zu dem das Gebiet um Habry seit Beginn des 21. Jahrhunderts mit anderen Bezirken zusammengefasst wurde.

## Gerichtssprengel
Der Gerichtssprengel umfasste Ende 1914 die 36 Gemeinden Bačkov (Bačkau), Chrtnice (Chrtnič), Frydnava (Friedenau), Golčův Jeníkov (Goltschjenikau), Habry (Habern), Heřmanice (Heřmanitz), Hostovlice (Hostoulitz), Jiřikov (Jiřikow), Kámen (Steinsdorf), Klášter (Kloster), Kněž (Kněž), Kunemil (Kunemil), Leškovice (Leschkowitz), Leština (Leschtina), Lučice  (Lučitz), Malčín (Malčin), Miřátky (Miřatek), Nasavrky (Nassawrk), Nová Ves (Neudorf), Pohled (Pohled), Proseč (Proseč), Radostín (Radostin), Rímovice (Řimowitz), Rybníček (Rybniček), Sirakovice (Sirakowitz), Skryje (Skrej), Skuhrov (Skuhrow), Smrdov (Smrdow), Spytice (Spititz), Štěpánov (Stěpanow), Stuparovice (Stuparowitz), Tis (Tis), Vilímov (Wilimow), Vlkaneč (Wlkaneč), Zboží (Zboži) und Zvěstovice (Zwěstowitz).